# Blémerey (Vosgos)
 Blémerey  es una población y comuna francesa, en la región de Lorena, departamento de Vosgos, en el distrito de Neufchâteau y cantón de Mirecourt.

## Demografía
| 41 | 46 | 44 | 39 | 31 | 26 |
| Para los censos de 1962 a 1999 la población legal corresponde a la población sin duplicidades (Fuente: INSEE [Consultar]) |    |    |    |    |    |